# 에코메트로 3차 더 타워
에코메트로 3차 더 타워(영어: EcoMetro III The Tower)는 대한민국 인천광역시 남동구 논현동에 위치한 초고층 주상복합 아파트 단지다.

## 역사
소래논현도시개발 지구 C10블록에 개발한다고 한다. 지역 및 지구는 일반상업지역, 지구단위계획구역이다. 2010년 아파트와 오피스텔을 분양한다. 4월 분양이 완료되었다. 이후 착공하였고 2011년 특별분양이 완료되었고 2013년에 완공되었다. 에코메트로 3차 더 타워는 2차보다 3년정도 늦은 2013년 11월에 준공되었다. 2017년 상가 분양이 완료되었다.

## 구성
에코메트로 3차 더 타워의 구성이다.
| 동 명칭 | 층수 | 높이 |
| ------- | ---- | ---- |
| A동     | 51층 | 178m |
| B동     | 48층 | 171m |
| C동     | 46층 | 165m |

## 높이
최고 높이는 178m이고 51층이다. 에코메트로 905동(50층, 188m)보다 낮다.

## 특징
고층부와 건물 일부는 커튼월으로 되어있다. 공용부와 상가가 있다. 호텔식 로비가 있고 3층에는 필로티가 있고 중간층인 25층에는 소방대피공간가 있다. 그곳에는 조경 및 휴게공간이 있다. 세대수는 아파트는 644세대가 있고 오피스텔은 282세대가 있다. 주차대수는 1,582대(세대당 2.45대)다.

## 내부 시설

### A동
| 층수                | 용도         |
| ------------------- | ------------ |
| 26층 ~ 51층         | 아파트       |
| 25층                | 소방대피공간 |
| 2층 ~ 24층          | 아파트       |
| 1층                 | 로비         |
| 지하 5층 ~ 지하 1층 | 지하주차장   |

### B동
| 층수                | 용도         |
| ------------------- | ------------ |
| 26층 ~ 48층         | 아파트       |
| 25층                | 소방대피공간 |
| 2층 ~ 24층          | 아파트       |
| 1층                 | 로비         |
| 지하 5층 ~ 지하 1층 | 지하주차장   |

### C동
| 층수                | 용도         |
| ------------------- | ------------ |
| 26층 ~ 46층         | 아파트       |
| 25층                | 소방대피공간 |
| 2층 ~ 24층          | 아파트       |
| 1층                 | 로비         |
| 지하 5층 ~ 지하 1층 | 지하주차장   |

## 같이 보기
- 에코메트로
- 대한민국의 마천루 목록
- 인천광역시의 마천루 목록